# Malmö Fotbollförening 2022
Questa voce raccoglie le informazioni riguardanti il Malmö Fotbollförening, meglio conosciuto come Malmö FF, nelle competizioni ufficiali della stagione 2022.

## Maglie e sponsor
Puma è nuovamente sponsor tecnico, per il ventunesimo anno di fila. Per Volkswagen è invece il sesto anno consecutivo da main sponsor.

Oltre alla classica prima maglia di color celeste, la seconda maglia è quest'anno bianca con sottili righe rosse, colori ripresi da quelli utilizzati oltre 100 anni prima, nei primi anni di vita del club.
| Casa | Trasferta | Terza divisa |  |

## Rosa
| N. |                               | Ruolo | Calciatore                     |
| -- | ----------------------------- | ----- | ------------------------------ |
| 2  | Svezia (bandiera)             | D     | Eric Larsson                   |
| 3  | Danimarca (bandiera)          | D     | Jonas Knudsen                  |
| 4  | Finlandia (bandiera)          | D     | Niklas Moisander               |
| 5  | Danimarca (bandiera)          | C     | Søren Rieks                    |
| 6  | Svezia (bandiera)             | C     | Oscar Lewicki                  |
| 7  | Macedonia del Nord (bandiera) | C     | Erdal Rakip                    |
| 8  | Perù (bandiera)               | C     | Sergio Peña                    |
| 9  | Svezia (bandiera)             | A     | Isaac Kiese Thelin             |
| 10 | Danimarca (bandiera)          | C     | Anders Christiansen (capitano) |
| 11 | Svezia (bandiera)             | A     | Ola Toivonen                   |
| 13 | Svezia (bandiera)             | D     | Martin Olsson                  |
| 14 | Svezia (bandiera)             | D     | Felix Beijmo                   |
| 15 | Svezia (bandiera)             | C     | Joseph Ceesay                  |
| 17 | Ghana (bandiera)              | A     | Malik Abubakari                |
| 18 | Stati Uniti (bandiera)        | C     | Romain Gall                    |

| N. |                                 | Ruolo | Calciatore          |
| -- | ------------------------------- | ----- | ------------------- |
| 19 | Serbia (bandiera)               | C     | Veljko Birmančević  |
| 20 | Svezia (bandiera)               | C     | Moustafa Zeidan     |
| 21 | Bosnia ed Erzegovina (bandiera) | D     | Dennis Hadžikadunić |
| 22 | Bosnia ed Erzegovina (bandiera) | A     | Adi Nalić           |
| 23 | Rep. Ceca (bandiera)            | D     | Matěj Chaluš        |
| 24 | Danimarca (bandiera)            | D     | Lasse Nielsen       |
| 25 | Francia (bandiera)              | C     | Mahamé Siby         |
| 27 | Svezia (bandiera)               | P     | Johan Dahlin        |
| 30 | Mali (bandiera)                 | P     | Ismael Diawara      |
| 31 | Svezia (bandiera)               | C     | Hugo Larsson        |
| 32 | Norvegia (bandiera)             | C     | Jo Inge Berget      |
| 33 | Sierra Leone (bandiera)         | A     | Mohamed Buya Turay  |
| 36 | Kosovo (bandiera)               | C     | Patriot Sejdiu      |
| 37 | Svezia (bandiera)               | C     | Sebastian Nanasi    |
| 40 | Ghana (bandiera)                | C     | Emmanuel Lomotey    |

## Risultati

### Allsvenskan

#### Girone di andata
| Arbitro: | Glenn Nyberg |

|  |           |                  |
|  | Marcatori | 76’ Kiese Thelin |

| Arbitro: | Fredrik Klitte |

|                 |           |            |
| Birmančević 39’ | Marcatori | 50’ Olsson |

| Arbitro: | Mohammed Al-Hakim |

|                                                 |           |  |
| Kiese Thelin 3’ Toivonen 45+7’ Kiese Thelin 79’ | Marcatori |  |

| Värnamo 21 aprile 2022, ore 19:00 4ª giornata | IFK Värnamo | 0 – 0 referto | Malmö FF | Finnvedsvallen (4 930 spett.)\| Arbitro: \| Victor Wolf \| |
| Arbitro:                                      | Victor Wolf |               |          |                                                            |

| Arbitro: | Andreas Ekberg |

|                         |           |  |
| Christiansen 48’ (rig.) | Marcatori |  |

| Stoccolma 2 maggio 2022, ore 19:10 6ª giornata | Hammarby     | 0 – 0 referto | Malmö FF | Tele2 Arena (29 696 spett.)\| Arbitro: \| Glenn Nyberg \| |
| Arbitro:                                       | Glenn Nyberg |               |          |                                                           |

| Arbitro: | Bojan Pandžić |

|                               |           |  |
| Abubakari 36’ Birmančević 38’ | Marcatori |  |

| Arbitro: | Adam Ladebäck |

|                                               |           |  |
| Hadžikadunić 17’ (aut.) S. Larsson 87’ (rig.) | Marcatori |  |

| Arbitro: | Mohammed Al-Hakim |

|                                                |           |  |
| Chaluš 15’ (aut.) Ekdal 33’ Hien 65’ Asoro 73’ | Marcatori |  |

| Arbitro: | Fredrik Klitte |

|               |           |                             |
| Abubakari 77’ | Marcatori | 52’ Jeremejeff 61’ Berggren |

| Arbitro: | Victor Wolf |

|  |           |                          |
|  | Marcatori | 4’ Toivonen 44’ Toivonen |

| Arbitro: | Glenn Nyberg |

|                               |           |                      |
| Kiese Thelin 24’ Sejdiu 90+1’ | Marcatori | 36’ (aut.) Moisander |

| Arbitro: | Victor Wolf |

|                        |           |         |
| Damus 14’ Stensson 31’ | Marcatori | 7’ Peña |

| Arbitro: | Kristoffer Karlsson |

|                                                      |           |  |
| Berget 45+5’ (rig.) Christiansen 64’ Birmančević 87’ | Marcatori |  |

| Arbitro: | Mohammed Al-Hakim |

|  |           |                             |
|  | Marcatori | 10’ Zeidan 57’ Kiese Thelin |

| Arbitro: | Granit Maqedonci |

|                                  |           |                  |
| Sejdiu 33’ Zeidan 52’ Sejdiu 89’ | Marcatori | 87’ (rig.) Rogić |

#### Girone di ritorno
| Solna 16ª giornata | AIK | – Anticipata all'11 maggio | Malmö FF | Friends Arena |

| Arbitro: | Bojan Pandžić |

|                          |           |            |
| Mathisen 45’ Kouakou 57’ | Marcatori | 18’ Berget |

| Arbitro: | Adam Ladebäck |

|                                                     |           |             |
| Birmančević 39’ Kiese Thelin 44’ Kiese Thelin 45+2’ | Marcatori | 68’ Ylätupa |

| Arbitro: | Fredrik Klitte |

|               |           |                 |
| Gustafson 58’ | Marcatori | 62’ Birmančević |

| Arbitro: | Mohammed Al-Hakim |

|  |           |                      |
|  | Marcatori | 90+2’ (aut.) Nielsen |

| Arbitro: | Victor Wolf |

|                                        |           |                                   |
| Baidoo 11’ (rig.) Baidoo 73’ Rømer 79’ | Marcatori | 42’ Kiese Thelin 65’ Kiese Thelin |

| Arbitro: | Bojan Pandžić |

|                             |           |            |
| Zeidan 70’ Kiese Thelin 73’ | Marcatori | 3’ Ortmark |

| Arbitro: | Mohammed Al-Hakim |

|            |           |                             |
| Muhsin 44’ | Marcatori | 17’ Sejdiu 63’ Hadžikadunić |

| Malmö 1º ottobre 2022, ore 15:00 24ª giornata | Malmö FF     | 0 – 0 referto | Hammarby | Eleda Stadion (19 712 spett.)\| Arbitro: \| Glenn Nyberg \| |
| Arbitro:                                      | Glenn Nyberg |               |          |                                                             |

| Malmö 9 ottobre 2022, ore 15:00 25ª giornata | Malmö FF       | 0 – 0 referto | IFK Värnamo | Eleda Stadion (15 168 spett.)\| Arbitro: \| Andreas Ekberg \| |
| Arbitro:                                     | Andreas Ekberg |               |             |                                                               |

| Arbitro: | Mohammed Al-Hakim |

|                          |           |                  |
| Norlin 70’ Johansson 83’ | Marcatori | 46’ Kiese Thelin |

| Arbitro: | Fredrik Klitte |

|                    |           |                                                   |
| Rakip 5’ Rieks 26’ | Marcatori | 52’ Andersson 62’ Holmberg 90+2’ (rig.) Danielson |

| Arbitro: | Kristoffer Karlsson |

|                                   |           |            |
| Olden Larsen 1’ Sa. Gustafson 73’ | Marcatori | 85’ Beijmo |

| Arbitro: | Joakim Östling |

|                           |           |                                                                 |
| Birkfeldt 54’ Simović 73’ | Marcatori | 44’ Toivonen 52’ Toivonen 55’ Toivonen 64’ Rieks 88’ Buya Turay |

| Arbitro: | Andreas Ekberg |

|                              |           |                       |
| Larsson 18’ Kiese Thelin 61’ | Marcatori | 37’ Faraj 64’ Örqvist |

### Svenska Cupen 2021-2022

#### Gruppo 1
| Arbitro: | Fredrik Klitte |

|                                                                               |           |              |
| Birmančević 9’ Birmančević 12’ Birmančević 16’ Christiansen 38’ Abubakari 83’ | Marcatori | 34’ Lundgren |

| Arbitro: | Kaspar Sjöberg |

|           |           |                                                                        |
| Oremo 29’ | Marcatori | 43’ Nalić 63’ Birmančević 80’ Abubakari 89’ Larsson 90+3’ Christiansen |

| Arbitro: | Kristoffer Karlsson |

|                            |           |  |
| Birmančević 25’ Berget 36’ | Marcatori |  |

#### Fase finale
| Arbitro: | Adam Ladebäck |

|                                                  |           |                       |
| Nanasi 57’ Moisander 72’ Birmančević 105’ (rig.) | Marcatori | 51’ Bahoui 75’ Bahoui |

| Arbitro: | Mohammed Al-Hakim |

|  |           |                  |
|  | Marcatori | 33’ Kiese Thelin |

| Arbitro: | Andreas Ekberg |

|                                        |                      |                                         |
| Besara Fenger Trawally Khalili Selmani | Tiri di rigore 3 – 4 | Peña Birmančević Berget Olsson Toivonen |

### Svenska Cupen 2022-2023
| Arbitro: | Richard Sundell |

|  |           |                                                                                                |
|  | Marcatori | 2’ Sejdiu 8’ Kiese Thelin 10’ Sejdiu 19’ Gall 40’ Rakip 49’ Gall 64’ Rakip 73’ Sejdiu 82’ Gall |

### UEFA Champions League 2022-2023

#### Qualificazioni
| Arbitro: | Muntean |

|                                         |           |                              |
| Olsson 16’ Toivonen 42’ Birmančević 84’ | Marcatori | 38’ Ingason 90+3’ Guðjónsson |

| Arbitro: | Beaton |

|                                |           |                                             |
| Gunnarsson 15’, 75’ Hansen 56’ | Marcatori | 34’ Birmančević 44’ Beijmo 47’ Christiansen |

| Arbitro: | Kabakov |

|            |           |  |
| Ourega 49’ | Marcatori |  |

| Arbitro: | Tohver |

|  |           |                          |
|  | Marcatori | 34’ Oyewusi 52’ Oliveira |

### UEFA Europa League 2022-2023

#### Qualificazioni
| Arbitro: | Jorgji |

|                                               |           |  |
| Kiese Thelin 54’ Toivonen 81’ Birmančević 85’ | Marcatori |  |

| Arbitro: | de Burgos Bengoetxea |

|                      |           |                             |
| Hadji 56’ Sinani 61’ | Marcatori | 50’ Buya Turay 52’ Toivonen |

#### Spareggi
| Arbitro: | Collum |

|                                           |           |           |
| Zeidan 18’ Christiansen 37’ Moisander 68’ | Marcatori | 30’ James |

| Arbitro: | Jovanović |

|  |           |                                  |
|  | Marcatori | 76’ Birmančević 90’ Kiese Thelin |

#### Fase a gironi
| Arbitro: | Duje Strukan |

|  |           |                                |
|  | Marcatori | 30’ Rodrigues 70’ (rig.) Horta |

| Arbitro: | Bartosz Frankowski |

|                                    |           |                            |
| Burgess 17’ Teuma 69’ Boniface 71’ | Marcatori | 6’ Ceesay 57’ Kiese Thelin |

| Arbitro: | Halil Umut Meler |

|  |           |            |
|  | Marcatori | 68’ Becker |

| Arbitro: | Aleksandar Stavrev |

|                   |           |  |
| Knoche 89’ (rig.) | Marcatori |  |

| Arbitro: | Roi Reinshreiber |

|  |           |                     |
|  | Marcatori | 10’ Teuma 41’ Amani |

| Arbitro: | Ruddy Buquet |

|                     |           |            |
| Horta 36’ Djaló 55’ | Marcatori | 77’ Sejdiu |